# Pascoela Barreto
Pascoela Barreto Guterres dos Santos (Bazartete, Liquiçá, Timor Português, junho de 1946) é uma diplomata timorense.
Em 1970 veio para Portugal e formou-se em sociologia no Instituto Superior de Ciências do Trabalho e da Empresa, em Lisboa.
Trabalhou em Portugal, na Direção-Geral de Transportes Terrestres. Com a criação do Conselho Nacional da Resistência Timorense em 1998, passou a integrar a Comissão Executiva do órgão que substituiu o CNRM e tornou-se sua representante em Portugal de 1999 a 2001.
A 11 de março de 2000, foi agraciada com o grau de Comendador da Ordem da Liberdade, de Portugal.
Foi chefe da Missão de Ligação, em Portugal, da Administração Transitória de Timor-Leste desde julho de 2001 a 20 de maio de 2002, dia da independência de Timor-Leste.
Foi a primeira embaixadora do seu país recém-indenpendente: Timor-Leste quis que a primeira embaixada a abrir fosse em Lisboa, dadas as especiais relações bilaterais com Portugal. Inaugurando a embaixada em Lisboa, foi a embaixadora de julho de 2002 a dezembro de 2005. Suceder-lhe-ia no cargo o embaixador Manuel Abrantes.
A 6 de março de 2007, foi agraciada com o grau de Grã-Cruz da Ordem do Infante D. Henrique, de Portugal.
A 15 de dezembro de 2016 foi nomeada embaixadora de Timor-Leste no Vietname.